# Mangrovehonungsfågel
Mangrovehonungsfågel (Gavicalis fasciogularis) är en fågel i familjen honungsfåglar inom ordningen tättingar.

## Utseende
Mangrovehonungsfågeln är en medelstor honungsfågel. Den har brungrön rygg, grått bröst och ljus undersida. Den skiljer sig från liknande spräcklig honungsfågel genom tydlig tvärbandning på strupen och avsaknad av både gult undertill och streck på bröstet. 

## Utbredning och systematik
Fågeln förekommer i kustnära östra Australien (centrala Queensland till Hastings River, New South Wales). Den behandlas som monotypisk, det vill säga att den inte delas in i några underarter.

### Släktestillhörighet
Arten placerades tidigare i Lichenostomus tillsammans med en mängd andra arter. Genetiska studier visar att de dock inte är varandras närmaste släktingar,. Lichenostomus har därför brutits upp i ett antal mindre släkten, varvid mangrovehonungsfågel förs till Gavicalis.

## Levnadssätt
Mangrovehonungsfågeln hittas i kustnära miljöer. Som namnet avslöjar hittas den i eller kring mangrove. Där är den vanligen rätt lätt att få syn på och ljudlig. 

## Status
Arten har ett begränsat utbredningsområde, men ökar i antal. IUCN kategoriserar arten som livskraftig.